# 1794年の相撲
1794年の相撲（1794ねんのすもう）は、1794年の相撲関係のできごとについて述べる。

## できごと
- 数え7歳の大童山文五郎が初土俵。土俵入りが江戸で大人気となり、複数の浮世絵が描かれた。

## 興行
- 3月場所（江戸相撲）[1]
  - 興行場所:深川八幡宮境内
  - 4月18日（旧3月19日）より晴天10日間興行
- 上覧相撲[2]
  - 将軍徳川家斉上覧
  - 上覧場所:浜御殿
  - 上覧日:6月19日（旧5月22日）
- 7月場所（大坂相撲）[2]
  - 興行場所:難波新地
  - 8月10日（旧7月15日）より興行
- 11月場所（江戸相撲）[3]
  - 興行場所:本所回向院
  - 12月8日（旧11月16日）より晴天10日間興行